# Trichiurus auriga
Trichiurus auriga är en fiskart som beskrevs av Klunzinger, 1884. Trichiurus auriga ingår i släktet Trichiurus och familjen Trichiuridae. Inga underarter finns listade i Catalogue of Life.